# Fieffes-Montrelet
Fieffes-Montrelet é uma comuna francesa na região administrativa de Altos da França, no departamento de Somme. Estende-se por uma área de 9,68 km². Em 2010 a comuna tinha 342 habitantes (densidade: 35,3 hab./km²).